# Regilio O'Niel
Regilio O'Niel (Amsterdam, 21 oktober 1981) is een Nederlands voormalig voetballer die als middenvelder voor AZ, FC Emmen en Stormvogels Telstar speelde.

## Carrière
Regilio O'Niel speelde in de jeugd van AFC Ajax, en was ook jeugdinternational voor het Nederlands elftal onder 18. In 2000 vertrok hij naar AZ, waar hij in het tweede elftal speelde. Hij speelde zijn enige wedstrijd in het eerste elftal van AZ op 9 augustus 2000, in de met 1-8 gewonnen bekerwedstrijd tegen AFC '34. Hij scoorde in de 89e minuut de 1-8. In het seizoen 2002/03 werd hij aan FC Emmen verhuurd, waar hij in augustus twee wedstrijden in de Eerste divisie speelde. In het seizoen 2004/05 werd hij aan Stormvogels Telstar verhuurd. Ditmaal kwam hij tot vier wedstrijden. In 2005 vertrok O'Niel bij AZ, en ging voor de amateurclub SV Huizen spelen. Hier speelde hij, afgezien van een uitstap van een jaar naar HSV De Zuidvogels, tot 2010.

### Statistieken
| Seizoen                       | Club                  | Land           | Competitie     | Competitie | Competitie | Beker | Beker | Overig | Overig | Totaal | Totaal |
| Seizoen                       | Club                  | Land           | Competitie     | Wed.       | Dlp.       | Wed.  | Dlp.  | Wed.   | Dlp.   | Wed.   | Dlp.   |
| ----------------------------- | --------------------- | -------------- | -------------- | ---------- | ---------- | ----- | ----- | ------ | ------ | ------ | ------ |
| 2000/01                       | AZ                    | Nederland      | Eredivisie     | 0          | 0          | 1     | 1     | –      | –      | 1      | 1      |
| 2001/02                       | AZ                    | Nederland      | Eredivisie     | 0          | 0          | 0     | 0     | –      | –      | 0      | 0      |
| 2002/03                       | → FC Emmen            | Nederland      | Eerste divisie | 2          | 0          | ?     | ?     | ?      | ?      | 2      | 0      |
| 2003/04                       | AZ                    | Nederland      | Eredivisie     | 0          | 0          | 0     | 0     | –      | –      | 0      | 0      |
| 2004/05                       | → Stormvogels Telstar | Nederland      | Eerste divisie | 4          | 0          | 0     | 0     | ?      | ?      | 4      | 0      |
| Carrièretotaal                | Carrièretotaal        | Carrièretotaal | Carrièretotaal | 6          | 0          | 1     | 1     | 0      | 0      | 7      | 1      |
| Bijgewerkt op 7 november 2019 |                       |                |                |            |            |       |       |        |        |        |        |